# Dialog przeciw różnorodności i zmienności polskich strojów

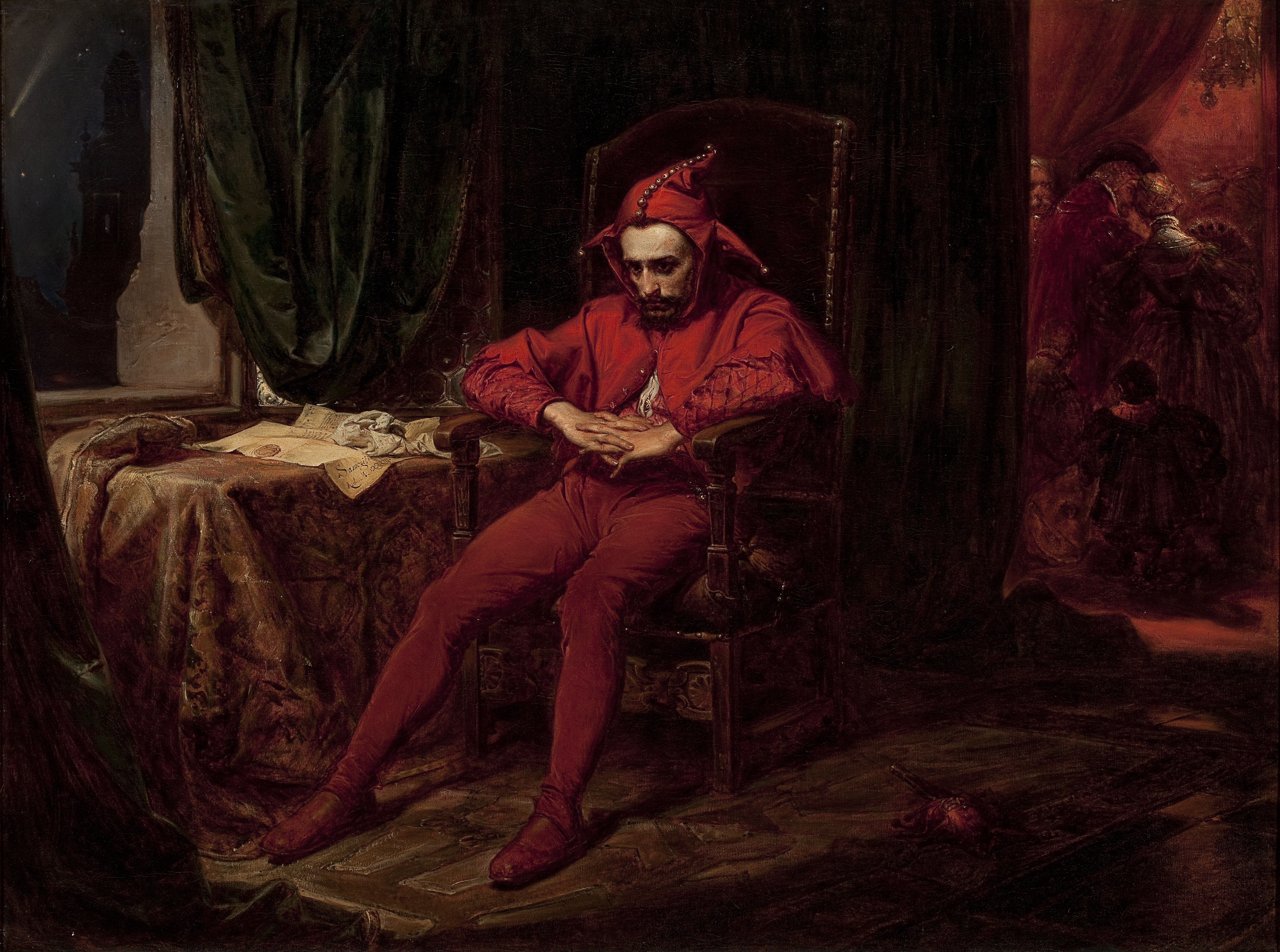
Jan Matejko: Stańczyk, 1862, obecnie w Muzeum Narodowym w Warszawie.

Dialog przeciw różnorodności i zmienności polskich strojów (łac. In Polonici vestitus varietatem et inconstantiam dialogus) – satyra Klemensa Janickiego w języku łacińskim, napisana w 1541 lub 1542, wydana po raz pierwszy w Antwerpii w 1563 razem z Żywotami królów polskich.

## Geneza i okoliczności powstania
Wizyta Stanisława Gąski, znanego z ostrego dowcipu nadwornego błazna zwanego Stańczykiem, na dworze króla Zygmunta I Starego wywołała ożywienie w znajdującej się tam również pracowni Janickiego. Przebywający wówczas na Wawelu, w kwaterze swojego mecenasa, wojewody krakowskiego Piotra Kmity, Janicki chętnie szukał towarzystwa Stańczyka, który imponował mu trzeźwym sądem w polityce i w prowadzeniu interesów. Zainteresował się on wyjątkowo jedną z toczących się tam codziennie rozmów, podczas której ostra krytyka różnorodności, zmienności i pstrokacizny w strojach szlachty ze strony Stańczyka zrobiła na nim szczególne wrażenie, inspirując go do napisania satyrycznego Dialogu. Utwór został wydany dopiero 20 lat później. Pierwotnie zapewne, w rękopisie, wędrował z rąk do rąk.

## Treść utworu
Satyra ma formę dialogu pomiędzy Stańczykiem, określonym jako Morosophus (mądry błazen lub z głupia fran błazen-mędrzec) a, przybyłym z grobu królem, Władysławem Jagiełłą. Rozmówcy, obserwując tłum, dyskutują o ubiorze wojska.
Janicki, chwalca czasów minionych (laudator temporis acti), przedstawił Jagiełłę jako postać pełną tęsknoty za silną, jednolitą, zwycięską monarchią. Wygląd szlachty tak bardzo zmienił się od czasów panowania króla, że ten nie jest już w stanie jej rozpoznać:

Tutaj widzę, że dawny kształt przemienił się w tysiąc innych, i nie uważam, aby one należału do mego ludu, u którego jeden strój i jeden był krój przyodziewy, i jedna w sercu miłość.

Gdy król obserwowany tłum bierze za poprzebieranych cudzoziemców:

Jakiż widzę tłum Niemców, Włochów i Francuzów! (...) Wydaje mi się, że w tej zbieraninie ludzkiej nie brak żadnego narodu.

Stańczyk złośliwie kwituje:

Słusznie więc dziękuj Bogu, że królowi polskiemu posłusznych jest teraz tyle różnorodnych narodów i że jeden naród rozrósł się w tyle ludów. Tak mak z jednego ziarnka daje z łaski bogów ziaren tysiąc.

Błazen, przez całą długość utworu, uszczypliwie usprawiedliwia i wyjaśnia zasadność nowych strojów wojskowych i szlacheckich, podczas gdy król na ich widok traci zmysły. Nie może pogodzić się on z tym, że wojsko i szlachta porzucili dawne, skromne stroje i przywdziali w zamian cudze, pełne zbędnych ornamentów szaty. Jest on jednak co chwile uspokajany dowcipnymi tłumaczeniami Stańczyka.

## Znaczenie utworu
Satyra potępia pstrokatość ubioru, różnorodność i cudzoziemszczyznę w stroju i umundurowaniu jako objaw odchodzenia od rodzimej tradycji, szczególnie niepokojący w obliczu ówczesnej ekspansji tureckiej w Europie. Utwór rzuca również ciekawe światło na postać Stańczyka, przedstawionego jako człowieka bezwzględnego, który swoimi dowcipno-złośliwymi komentarzami i ripostami potrafi wytknąć wadę nawet królowi. Poprzez ironizującego Stańczyka i nie godzącego się na zastany porządek Jagiełłę, dialog krytykuje obecny na dworze Zygmunta Starego przepych, dopatrując się tym samym, w prostocie i homogenii dawnych strojów, podstawowych wartości narodowych.

## Dodatkowe informacje
Utwór jest pierwszym w literaturze polsko-łacińskiej dialogiem z osobą nieżyjącą. Satyra Janickiego jest również pierwszym znanym utworem literackim, w którym pojawia się postać Stańczyka.